# École supérieure en génie électrique et énergétique d'Oran
 (juillet 2024).
La mise en forme du texte ne suit pas les recommandations de Wikipédia : il faut le « wikifier ».
Les points d'amélioration suivants sont les cas les plus fréquents. Le détail des points à revoir est peut-être précisé sur la page de discussion.
- Les titres sont pré-formatés par le logiciel. Ils ne sont ni en capitales, ni en gras.
- Le texte ne doit pas être écrit en capitales (les noms de famille non plus), ni en gras, ni en italique, ni en « petit »…
- Le gras n'est utilisé que pour surligner le titre de l'article dans l'introduction, une seule fois.
- L'italique est rarement utilisé : mots en langue étrangère, titres d'œuvres, noms de bateaux, etc.
- Les citations ne sont pas en italique mais en corps de texte normal. Elles sont entourées par des guillemets français : « et ».
- Les listes à puces sont à éviter, des paragraphes rédigés étant largement préférés. Les tableaux sont à réserver à la présentation de données structurées (résultats, etc.).
- Les appels de note de bas de page (petits chiffres en exposant, introduits par l'outil «  Source ») sont à placer entre la fin de phrase et le point final[comme ça].
- Les liens internes (vers d'autres articles de Wikipédia) sont à choisir avec parcimonie. Créez des liens vers des articles approfondissant le sujet. Les termes génériques sans rapport avec le sujet sont à éviter, ainsi que les répétitions de liens vers un même terme.
- Les liens externes sont à placer uniquement dans une section « Liens externes », à la fin de l'article. Ces liens sont à choisir avec parcimonie suivant les règles définies. Si un lien sert de source à l'article, son insertion dans le texte est à faire par les notes de bas de page.
- La présentation des références doit suivre les conventions bibliographiques. Il est recommandé d'utiliser les modèles {{Ouvrage}}, {{Chapitre}}, {{Article}}, {{Lien web}} et/ou {{Bibliographie}}. Le mode d'édition visuel peut mettre en forme automatiquement les références.
- Insérer une infobox (cadre d'informations à droite) n'est pas obligatoire pour parachever la mise en page.

Pour une aide détaillée, merci de consulter Aide:Wikification.
Si vous pensez que ces points ont été résolus, vous pouvez retirer ce bandeau et améliorer la mise en forme d'un autre article.
 (juillet 2024).
L'École supérieure en génie électrique et énergétique d'Oran (en arabe : المدرسة العليا في الهندسة الكهربائية و الطاقوية بوهران), ou ESG2E en abrégé, est un établissement d'enseignement supérieur situé à Oran et chargé de former des ingénieurs dans les domaines du génie électrique et énergétique. Lors de sa création en 2011, l'école offrait uniquement une formation dans le cycle préparatoire. Depuis le début de l'année scolaire 2016-2017, sa mission s'est élargie pour inclure le deuxième cycle.

## Présentation
L'École a été fondée en 2011 sous le nom de l'École préparatoire en sciences et techniques. Elle offrait à l'origine une formation uniquement pour les deux années préparatoires. Ce système a perduré jusqu'en 2017, année où elle a été transformée en École supérieure en génie électrique et énergétique. Depuis lors, en plus de la formation préparatoire, l'école offre une formation d'ingénieurs dans le domaine de l'électrotechnique avec comme spécialités machines électriques,réseaux électriques ou encore commande électrique.
En 2022, une nouvelle spécialité dans le domaine du génie électrique a été ajoutée, à savoir l'automatique. En 2023, une spécialité en génie mécanique, l'énergétique, a été également intégrée. Ainsi, l'école offre désormais une formation dans cinq spécialités d'ingénierie.
Le directeur actuel de l'école est M. Mohamed Faycel Khelifi.

## Localisation
Lors de la création de l'école en 2011, son site principal était situé à côté de l'Université des Sciences et de la Technologie Mohamed Boudiaf d'Oran. Cette situation a perduré jusqu'en 2021, où l'école a été transférée au quartier Emir Abdelkader (anciennement Saint Hubert) dans les anciens locaux de la Faculté de Médecine.

## Formation
La formation à l'école est divisée en deux cycles : le cycle préparatoire et le deuxième cycle. 
Dans le cycle préparatoire, l'étudiant est formé dans divers domaines de la physique, de l'ingénierie, des mathématiques et de l'ingénierie sociale, répartis sur quatre semestres.
| Semestre           | Modules |
| ------------------ | --- |
| Premier semestre   | Analyse, Statistiques, Physique, Chimie, Informatique, Dessin technique, Anglais technique, Français technique, Économie, Ingénierie sociale                                 |
| Deuxième semestre  | Analyse, Algèbre, Probabilités, Physique, Chimie, Informatique, Dessin technique, Anglais technique, Français technique, Économie, Ingénierie sociale                        |
| Troisième semestre | Analyse, Analyse numérique, Physique, Chimie, Mécanique rationnelle, Électricité générale, Mécanique des fluides, Informatique, Ingénierie, Techniques d'expression, Anglais |
| Quatrième semestre | Analyse, Analyse numérique, Physique, Chimie, Mécanique rationnelle, Électricité générale, Mécanique des fluides, Informatique, Ingénierie, Techniques d'expression, Anglais |

En deuxième année, les étudiants ayant obtenu une moyenne annuelle supérieure à 10 sont classés par ordre décroissant, et environ 80 % d'entre eux réussissent à passer le cycle préparatoire. Ces étudiants reçoivent une liste de choix pour sélectionner leur spécialité. Les 20 % restants doivent passer un concours composé de quatre modules. En cas de réussite au concours, ils peuvent choisir une spécialité. En cas d'échec, ils sont directement orientés vers une spécialité en Sciences et Technologies (ST) dans l'université de leur wilaya. Les étudiants qui n'ont pas réussi le concours et ont été orientés vers la spécialité ST ont le droit de repasser le concours l'année suivante, une seule fois. En cas de succès, ils peuvent revenir à l'école. En cas d'échec, ils seront interdits de passer le concours une nouvelle fois. Les étudiants de l'École supérieure en génie électrique et énergétique d'Oran ont le droit de redoubler une seule fois. En cas de deuxième redoublement, ils seront orientés vers une spécialité ST dans l'université de leur wilaya.
Les étudiants de l'école peuvent également participer aux concours des écoles supérieures en sciences et techniques, au nombre de 9, dont une à Oran (l'École nationale polytechnique).